# Bogoriameer

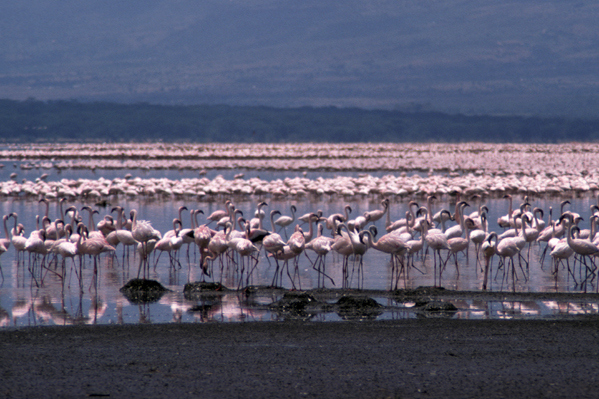
Flamingo's in het meer

Het Bogoriameer (Engels: Lake Bogoria) is een van de meren van de Zuidoost-Afrikaanse Grote Slenk. Het Bogoriameer maakt, net als het Nakurumeer en het Elmenteitameer, deel uit van het beschermde systeem van Keniaanse meren in de Grote Riftvallei. Deze meren zijn in 2011 door de UNESCO als werelderfgoed aangemerkt. 
De drie meren zijn ondiep en staan ondergronds met elkaar in verbinding. Het water is alkalisch waardoor er grote hoeveelheden groenalgen groeien. De algen zijn het favoriete voedsel van de kleine flamingo's, die in groten getale bij het meer broeden. Het Bogoriameer is ook een belangrijke broedplaats van de roze pelikaan. 
De omgeving van het Bogoriameer is een natuurgebied waar veel van de bekende Afrikaanse zoogdiersoorten leven, zoals zwarte neushoorns en witte neushoorns, giraffes, leeuwen en jachtluipaarden.